# Batalla de Trans
La batalla de Trans (en francés: bataille de Trans) fue un importante combate militar medieval  que enfrentó hacia el 1 de agosto del 939, en las proximidades de la localidad de Trans-la-Forêt (hoy en el departamento francés de Ille y Vilaine), a bretones y vikingos y  que finalizó con una victoria bretona que puso fin a la ocupación de suelo bretón por los normandos. Ese día se convertirá posteriormente en la fiesta nacional bretona.

## Contexto
Bretaña había sido siendo ocupada poco a poco por los normandos desde la muerte de Alano I de Bretaña en 908. Uno de sus hijos, Mathuédoi, conde de Poher, se había exiliado en la década de 920 con el rey inglés Æthelstan que era, según la Crónica de Nantes, el padrino de uno de sus hijos Alain Barbetorte (Barbatuerta), que también le acompañó, y habría sido acogido en el País de Gales Ese nieto fue reclamado para combatir a los vikingos en el continente a instancias del abad Juan de Landévennec, que dirigía una colonia bretona en Montreuil. Desembarcó en el año 936, con ayuda del rey Athelstan, en Dol, en el campo de Péran en las cercanías de Saint-Brieuc y Plourivo.
Obtuvo varias victorias, como la de Dol o la de Kastel-Auffret, en Plourivo, contra el jefe vikingo Incon (batalla de Kerlouan). Recuperó la ciudad de Nantes en 937 y expulsó a los normandos del estuario del Loira, logrando hacerse nombrar «Brittonum dux» en 938. En ese mismo tiempo el conde Even libraba el país de Léon de los piratas.
Pero algunos normandos, restos de los ejércitos del Sena de Guillermo Larga-Espada, atrincherados en el bosque de Villecartier, seguían devastando el país de Dol y el  Pays rennais. Juhel Bérenger, conde de Rennes, los combatía vigorosamente aunque sin llegar a expulsarlos del todo. Reclamó el apoyo, en 939, de su rival Alain Barbetorte, y el de Hugo II de Maine, conde de Maine.

## La batalla
Los normandos estaban atrincherados en la vieja M’na, cerca de Trans. Los bretones establecieron su campamento por debajo, en los Haies. El ejército de Juhel Bérenger se estima en alrededor de 500 hombres, el de Alain Barbetorte (principalmente caballería) en unos 1000 hombres. Se desconocen las fuerzas de Hugo I, así como las del enemigo. Los bretones atacaronn desde tres lados al mismo tiempo, aplastando a los normandos, que debieron cruzar el río Couesnon.
Se conservan restos de dos campamentos fortificados alrededor del étang de Ruffien.
El combate habría tenido lugar el 1 de agosto, día que corresponde aproximadamente con el gran festival celta del dios solar y jefe de los ejércitos, Lug. Según Pierre Le Baud, los bretones habrían celebrado el día de esta batalla: «En el día de las calendas del mes de agosto, día que los bretones decretaran ser solemnizads por el pueblo de Bretaña, por todas las generaciones, porque a partir de ahí y después, Bretaña comenzó a ser habitada nuevamente por sus nativos y los bretones a usar las leyes de sus antepasados».
Si bien esta batalla terminó con la ocupación, no detuvo las incursiones normandas.